# Juan José Expósito Ruiz
Juan José Expósito Ruiz, conegut futbolísticament com a Juanjo (nascut el 28 d'octubre de 1985 a Santander), és un futbolista que juga actualment al Córdoba CF.